# Take off (单曲)
「Take off」是韓国的男子偶像組合2PM在日本出道第1張的單曲。於2011年5月18日由Ariola Japan發售。

## 概要
組合首張單曲作品同時是日本出道作品。標題曲「Take off」是電視動畫『青之驅魔師』的片尾曲。是組合首次担当電視動畫的歌曲。

## 收錄曲
1. Take off  [3:23]
作詞：Kenn Kato、作曲：J.Y.Park "The Asiansoul"、編曲：Super Changddai
2. Heartbeat -Japanese ver.-  [3:16]
作詞・作曲・編曲：J.Y.Park "The Asiansoul"
3. Take off （without main vocal）
4. Heartbeat -Japanese ver.- （without main vocal)

## DVD（初回限定盤）收錄内容
1. Take off （Original ver.）
2. Take off （Dance ver.）

## 備註
1. ↑  . アジアンハナ. 2011-04-15  [2011-08-21]. （原始内容存档于2011-08-23）.

## 外部連結
- Sony Music介紹網站
  - 初回限定盤A
  - 初回限定盤B
  - 通常盤
  - 期間限定盤